# Nordmagazin

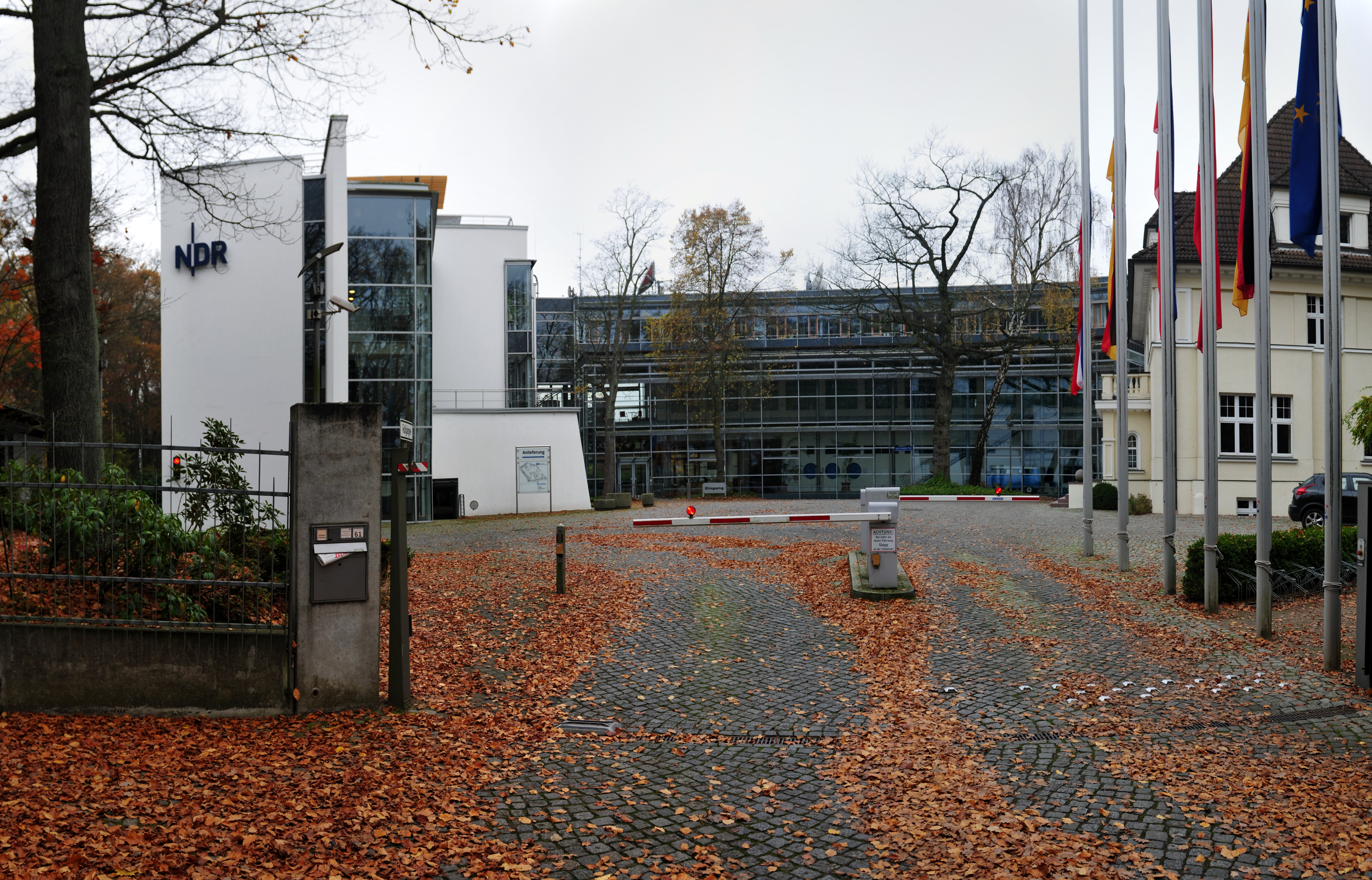
NDR-Landesfunkhaus MV in der Schweriner Schloßgartenallee 61

Nordmagazin ist das Regionalmagazin des Norddeutschen Rundfunks für das Land Mecklenburg-Vorpommern. Es ist terrestrisch, über Kabel, digital über Satellit sowie über Zattoo zu empfangen. Das Nordmagazin wird täglich, außer feiertags, um 19:30 Uhr ausgestrahlt und am Folgetag um 9:00 Uhr im NDR Fernsehen und auf Radio Bremen TV wiederholt. Das Nordmagazin bringt kulturelle und politische Informationen für Mecklenburg-Vorpommern. Weiterhin gehören Geschichten aus dem Land und der regionale Sport zu den Inhalten des Nordmagazins.
Das Regionalmagazin wird, wie auch das Programm des Radiosenders NDR 1 Radio MV, im Landesfunkhaus Mecklenburg-Vorpommern in Schwerin produziert. Dabei liefern auch die drei Regionalstudios in Greifswald, Neubrandenburg und Rostock Berichte und Informationen zu. Seit 2014 wird es in HD ausgestrahlt. Neben dem Nordmagazin um 19.30 Uhr gibt es noch die 15-minütige Ausgabe Nordmagazin – Land und Leute mit zusätzlicher Dokumentation im NDR, die täglich außer feiertags um 18 Uhr gesendet wird.

## Geschichte
Das Nordmagazin (bis Mai 1990 Nordreport regional bzw. tv Nord regional) begann 1990 als Sendung des Ostseestudios Rostock auf DFF 2, wobei drei Sendeplätze zu unterscheiden sind:
- März bis Juni freitags, Juni bis August donnerstags wöchentlich ca. 16:00 Uhr. Zu dieser Sendung gab es kein Pendant in den anderen sich bildenden neuen Ländern.
- April bis Juli im Rahmen von „Länder Life“ sonntags 18:00–18:50 Uhr ca. alle 5 Wochen
- Mai bis August im Rahmen von „Länder Life“ mittwochs 18:30–18:50 Uhr wöchentlich.[2]

Am 13. August 1990 übernahm DFF 1 die Regionalsendung, am 15. Dezember 1990 die ARD, im Januar 1993 N3 und danach EinsMuxx bzw. EinsPlus, nach Sachsen-Anhalt heute.
2003 startete die 18-Uhr-Ausgabe Land und Leute.

## Nordmagazin – Land und Leute
Die 15-minütige, tägliche Sondersendung Nordmagazin – Land und Leute widmet sich ausführlicher einem bestimmten regionalen Thema. Im letzten Drittel der Sendung wird ein kurzer Nachrichtenüberblick gesendet, der in der Hauptsendung des Nordmagazins detaillierter präsentiert wird.

## Rubriken
Es gibt mehrere Rubriken, die wiederkehrend im Nordmagazin gesendet werden. Meist werden sie einmal wöchentlich an denselben Tagen gezeigt, mitunter mehrmals mit wechselnden Themen. Einige Rubriken sind saisonal abhängig oder werden unregelmäßig ausgestrahlt.
Die einzelnen Formate (Stand Oktober 2014):
BilderaktionVor jedem Wetterbericht wird ein Bild aus dem Land Mecklenburg-Vorpommern präsentiert, das ein Zuschauer der Redaktion zukommen ließ. In unregelmäßigen Abständen werden auch mehrere Zuschauerbilder hintereinander gezeigt.
DorfgeschichteDie Dorfgeschichte zeigt jeden Montag ein anderes Dorf (bzw. Ortsteil) in Mecklenburg-Vorpommern, das zuvor ausgelost wird. Dabei versuchen die Moderatoren, direkt vor Ort Eindrücke zu gewinnen, Geschichte, Sehenswertes und Menschen unverfälscht kennenzulernen. In Gutsdörfern wird das örtliche Gutshaus meist etwas ausführlicher vorgestellt oder eine andere prägnante Sehenswürdigkeit (Kirche, Burg, Scheune, Windmühle usw.).
GartentippDer Gartentipp ist eine Reihe, die vom Frühling bis zum Frühherbst gesendet wird. Peter Rasch stellt dabei nützliche Tricks für Gartenfreunde vor.
Hand in Hand für NorddeutschlandDie NDR-Benefizaktion Hand in Hand für Norddeutschland findet zu jedem Jahresende statt. Dabei stehen Spendenaktionen für verschiedene regionale und überregionale Einrichtungen und Menschen im Fokus, die im Nordmagazin vorgestellt werden.
HeimatkundeDie Reihe Heimatkunde stellte sonnabends Wissenswertes über Mecklenburg-Vorpommern vor. Die Beiträge sind meist rund zwei Minuten lang und die Darstellung erfolgt in humorvoller Weise als Animationsfilm. Heimatkunde wurde erstmals im Februar 2008 ausgestrahlt, 2009 und 2013 erschienen Buchbände zur Sendung über den Rostocker Hinstorff Verlag.
KochtippDer Kochtipp wird von November 2013 bis November 2015 von Rainer Lemmer präsentiert. Es werden vor allem regionale Zutaten und ihre Zubereitung präsentiert. Lemmer führt sonst ein Lokal in Rostock.
Made in MVBei der Rubrik Made in MV werden in unregelmäßigen Abständen Gründer, Unternehmen und Produkte aus Mecklenburg-Vorpommern vorgestellt.
Mein schönstes ErlebnisBei Mein schönstes Erlebnis wird am Sonnabend eine Straßenbefragung in wechselnden Städten Mecklenburg-Vorpommerns gezeigt, in der Passanten ihre Woche kurz Revue passieren lassen und von ihrem erfreulichsten persönlichen Ereignis berichten.
SommertourDie NDR-Sommertour führt jeden Sommer durch verschiedene Städte in Mecklenburg-Vorpommern und wird von NDR 1 Radio MV und dem NDR Fernsehen begleitet. Bei jedem Zwischenstopp wird im Nordmagazin ein Teil der Veranstaltung live übertragen, meist wird dabei ein kleiner Wettbewerb für einen guten Zweck veranstaltet. Moderatoren sind unter anderen Sabine Kühn und Frank Stuckatz sowie Kathrin Feistner und Ralf Markert von NDR 1.
Was Wann WoBei Was Wann Wo werden Veranstaltungen in Mecklenburg-Vorpommern kurz und bebildert angekündigt. Meist werden drei bis fünf Veranstaltungen in kurzer Abfolge gezeigt.
WochenrückblickJeden Samstag wird ein Rückblick mit Zusammenschnitten von Beiträgen der ganzen Woche gezeigt. Die Beiträge zur Woche im Nordmagazin sind meist satirisch von Michael Rödger aufbereitet.
ZeitreiseDie Zeitreise wird seit dem 7. Oktober 1998 ausgestrahlt, die DDR hätte an diesem Tag 49-jähriges Jubiläum gehabt. Seitdem erzählen in der Rubrik einzelne oder mehrere Menschen aus ihren Erinnerungen an historische Kapitel oder persönliche Erinnerungen, mit Bezug zur Landesgeschichte MVs.
Die Reihe Unsere Geschichte: Atlas des Aufbruchs ist eine Sonderserie zum 25-jährigen Jubiläum der Friedlichen Revolution, dem Ende der DDR.

## Moderatoren

### Aktuelle Moderatoren
Das Nordmagazin wird moderiert von:
- Stefan Leyh (seit 2019)
- Frauke Rauner (seit 2023)
- Thilo Tautz (seit 2006)

Nachrichtenblock:
- Lilli Michaelsen (seit 2023)
- Martina Scheller (seit 2022)
- René Steuder

Sprecher:
- Heiko Kreft
- Michael Röttger

Land und Leute:
- Frank Breuner
- Jochen Dominicus
- Stefan Leyh (seit 2019)

Wetter:
- Stefan Kreibohm
- Uwe Ulbrich

### Ehemalige Moderatoren
- Caty Baran
- Katrin Benner
- Ina Bergmann
- Annika de Buhr (2016–2022)
- Hans-Jörg Goldhofer
- Horst Düsterhöft
- Peter Gatter
- Anke Harnack (bis 2017)
- Stefan Horn
- Birgit Keller (bis 2022)
- Sabine Kühn (2004–2019)[19]
- Birgit Müller
- Sibylle Rothe (geb. Walther)
- Anke Rösler (bis April 2021)[20]
- Christian Schewe
- Stefan Schlag
- Andrea Sobiech
- Simone von Stosch
- Julia Vismann
- Tina Wolf